# Funkcja prosta

Prosta funkcja kwadratowa przyjmująca jedynie wartości 0 i 1

Funkcja prosta – dwuznaczne pojęcie matematyczne:
- w sensie szerokim jest to każda funkcja przyjmująca skończenie wiele wartości;
- w sensie wąskim jest to każda funkcja, która oprócz tego przyjmuje wartości nieujemne i jest mierzalna[potrzebny przypis].

Przykłady to funkcje charakterystyczne przyjmujące co najwyżej dwie (co najmniej jedną z) wartości: {\displaystyle 0} i {\displaystyle 1.}

## Własności
Postać funkcji prostej
Dla dowolnej funkcji prostej {\displaystyle f\colon A\to [0,+\infty ),} gdzie {\displaystyle A\in {\mathcal {F}},} istnieje {\displaystyle n\in \mathbb {N} } oraz nieujemne liczby {\displaystyle a_{1},\dots ,a_{n}} i zbiory {\displaystyle A\supseteq B_{1},\dots ,B_{n}\in {\mathcal {F}},} dla których
{\displaystyle f=\sum _{i=1}^{n}~a_{i}\chi _{B_{i}},}
gdzie {\displaystyle \chi _{B_{i}}} jest funkcją charakterystyczną zbioru {\displaystyle B_{i}}.